# Libera
Libera je žensko osebno ime.

## Izvor imena
Ime Libera je izpeljano iz moškega osebnega imeba Svobodan.

## Pogostost imena
Po podatkih Statističnega urada Republike Slovenije je bilo na dan 31. decembra 2007 v Sloveniji število ženskih oseb z imenom Libera: 17.

## Osebni praznik
V koledarju je ime Libera skupaj z imenom Svobodan; god praznuje 18. januarja ali pa 23. marca.